# شهرستان بیالا اسلاتینا
شهرستان بیالا اسلاتینا (به بلغاری: Byala Slatina Municipality) یک شهرستان در بلغارستان است که در استان وراتسا واقع شده‌است.